# Sulhija Hadžimejlić
Šejh Sulhija ef. Hadžimejlić (Visoko, 13. srpnja 1907. – Visoko, 21. ožujka 1999.), bosanskohercegovački je teolog bošnjačkog podrijetla, šejh nakšibendijskog tarikata.

## Životopis
Sulhija Hadžimejlić je rođen je 13. srpnja 1907. u visočkoj mahali Novo Brdo kao jedan od četvero djece šejh hafiza Nezir ef. Hadžimejlića. Iako je veoma rano, dok je još bio u osnovnoj školi, Sulhija ostao bez oca, odgojen je u derviškoj obitelji. Završio je Gazi Husrev-begovu medresu, 1925. godine, a potom i šerijatsko sudačku školu u Sarajevu 1930. godine, te postao šerijatski sudija – kadija. Uz to bio je izvanredno dobar poznavalac Kurana, hadisa, te ostalih islamskih i svjetovnih znanosti. Dobro je poznavao i govorio arapski i turski, a služio se i perzijskim i francuskim jezikom. Odmah nakon što je završio sudačku školu, pozvan je na odsluženje vojnog roka, a zatim i posao u Sreskom šerijatskom sudu u Prilepu, na poziv šejh hafiza Muse Kjazima ef. Hadžimejlića, gdje živi i radi od 1932. do 1937. godine, a potom radi u Sjenici i Tetovu gdje ga zatiče Drugi svjetski rat, kada biva premješen u Žepče gdje radi do ukidanja šerijatskih sudova. Njegovo osnovno zvanje u komunističkoj Jugoslaviji zamijenjeno je zvanjem financijskog manipulatora i dobiva posao u Sreskom sudu u Zavidovićima. U Visoko se vraća 1950. godine i postepeno potiskivan iz svih službi, degradiran i ponižavan, biva konačno otpušten 1953. godine s objašnjenjem da nema dovoljne kvalifikacije ni za jedno radno mjesto.
U mirovinu odlazi s nepunih šezdeset godina, ali se time njegov rad nipošto ne prekida. On tada uveliko radi kako na općem polju širenja vjera, tako i na tarikatskom planu. Hilafet i idžazet za šejha Sulhija ef. Hadžimejlić dobio je 1983. od šejh Behauddin ef., i prvi je od Hadžimejlića u Visokom kojega je Tarikatski centar u Bosni i Hercegovini u Sarajevu postavio za šejha visočke tekije.
Sulhija je bio veoma komunikativna osoba sa širokim krugom prijatelja i poznanika. Posebno je komunicirao sa svojim kolegama – kadijama. Jedan od njih bio je Ahmed ef. Mešić, koji je jedno vrijeme radio u Visokom, a potom preselio u Tuzlu. Kako su obojica bili izvanredno dobri poznavatelji arapskog i turskog, a Ahmed ef. je bio vješt i s perzijskim jezikom. Njihovome prijateljstvu svjedoči i oko 120 pisama koje je Ahmed ef. napisao šejh Sulhiji. Godine 1978. u jednom od tih pisama Ahmed ef. Mešić piše da se "još nije obikao u Tuzli", i da u njoj nema ono što je imao u Visokom, nema druženja, nema tekija, nema iščitavanja, komentiranja i raspravljanja o pričama iz Mesnevije. Naime, o nadalje kaže: "Najviše sjedim u kući i već sam gotovo prepisao stihove iz arapske verzije Mesnevije koju si mi dao. Ostao mi je još uvod i predgovor, pa kada to prepišem vratit ću ti knjigu. Skupo bi me stajalo da je fotokopiram." U drugom pismu iz 1979. godine Mešić piše, "A sada, dragi ahbabu (prijatelju) ja Ti šaljem jednu svešćicu mog prijevoda i komentara, nešto oko 145 bejtova Mesnevi-šerifa, tebi u vlasništvo, pa te molim da – ako možeš – pročitaš da vidiš valja li to štogod što radim, pa ako valja da mi odgovoriš da mognem nastaviti. A ako ne valja da mi isto tako kažeš da uzalud ne trošim vrijeme i papir, ili ako treba nešto izmijeniti... Ukratko ja te molim za tvoje iskreno i otvoreno mišljenje jer bi mi to bilo dragocjeno za daljnji rad ili nerad. Samo ti i ja imamo po jedan primjerak..." Šejh Sulhi-ef je sve svešćice što ih je poštom dobivao iščitavao i davao svoje mišljenje, a potom ih je dao ukoričiti s potpisom i datumom, 21. svibnja 1985. godine.
Također, poznato je, da je šejh Sulhija podučavao 16 učenika za studij iz različitih predmeta u Gazi Husrev-begove medresi. Svi su oni uspješno položili ispite i završili medresu.
Sulhija Hadžimejlić je preminuo 21. ožujka 1999. godine u Visokom gdje je i ukopan.

## Vanjske poveznice
- šejh Sulhija Hadžimejlić